# Curlanda
Curlanda (în letonă Kurzeme, în germană și suedeză Kurland, în lituaniană Kuršas, în estonă Kuramaa, în rusă Курляндия), este una dintre regiunile cultural istorice ale Letoniei, cu ieșire la Marea Baltică.
Regiunile Semigalia și Selonia sunt uneori considerate ca făcând de asemenea parte din Curlanda, deoarece timp de două secole au făcut parte din Ducatul Curlandei și Semigaliei. Până în 1918 capitala regiunii a fost orașul Mitau (în prezent Jelgava).

## Istoric

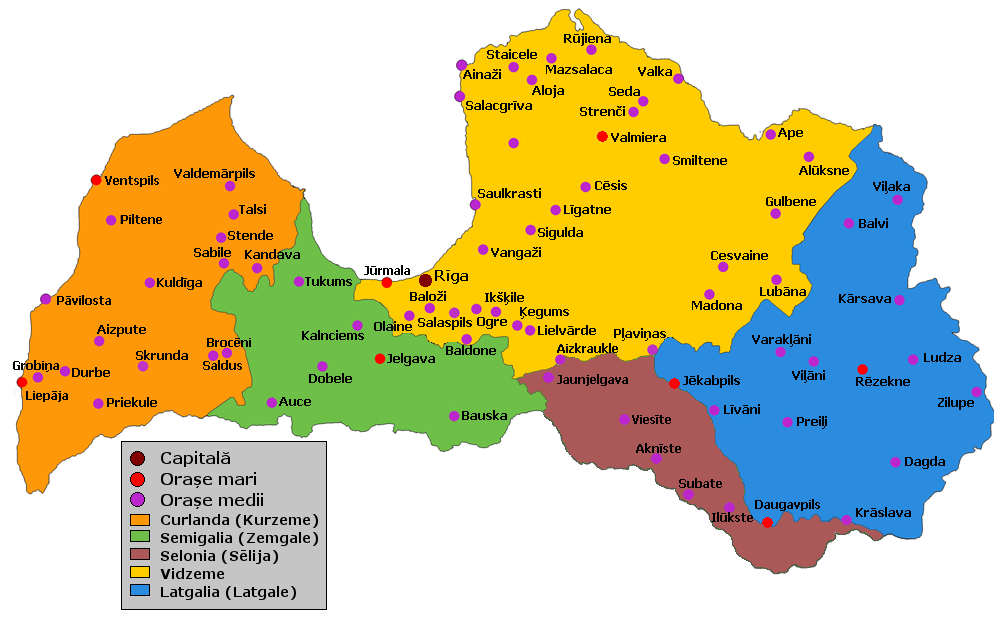
Regiunile cultural istorice ale Letoniei (varianta cu 5 regiuni). Regiunea propriu-zisă a Curlandei, în partea stângă cu portocaliu.

## Geografie

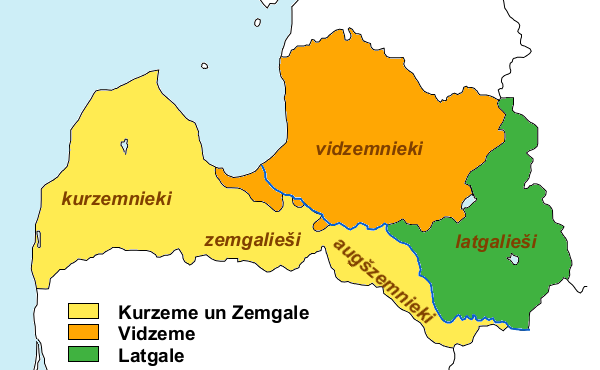
Regiunile istorice ale Letoniei (varianta cu 3 regiuni), împreună cu grupurile culturale letone;
Curlanda (Kurzeme), Semigalia (Zemgale) și Selonia.
Vidzeme
Latgalia (Latgale)